# Neothalassius
Neothalassius (лат.) — род мух-зеленушек из подсемейства Parathalassiinae (Dolichopodidae). 2 вида. Чили.

## Описание
Мелкие сероватые мухи длиной около 2 мм. Имаго Neothalassius легко отличить от других родов Parathalassiinae по голове с хорошо развитой парафациальной пластинкой; щека отчётливо выступает под глазом; ротовой аппарат направлен назад с узким лабеллумом и широким плоским щупиком; крыловые жилки M2, dm-m и ячейка dm отсутствуют; передний тазик с шипиком; пятый тарзомер всех ног с дорсо-медиальным выступом; брюшной стернит 1 с медиальным выступом на переднем крае. Neothalassius обитает на скалистых морских побережьях Чили и в настоящее время известен на территории от Cuya в северной части региона Тарапака (регион I), на юг до острова Чилоэ (Chiloé Island, i.e., Chepu) в регионе Лос-Лагос (регион X)

## Классификация
Род включает 2 вида. Впервые описан в 2016 году, хотя был обнаружен ещё в 2011 году. Филогенетически тесно связан с родом Chimerothalassius
- Neothalassius triton Brooks & Cumming, 2016[2] — Чили
- Neothalassius villosus Brooks & Cumming, 2016 — Чили